# Dr. Martens

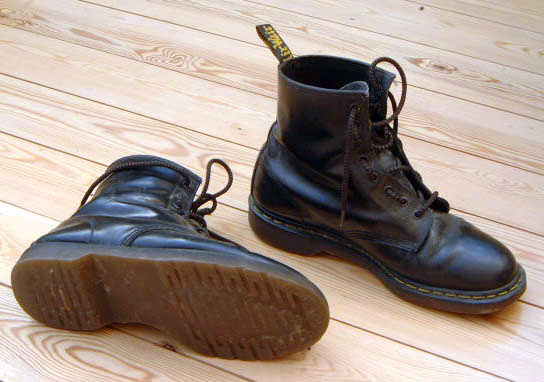
Dr. Martens-kängor

Dr. Martens är ett brittiskt sko- och klädmärke grundat av den tyske militärläkaren Klaus Märtens år 1947. Ibland kallade Doc Martens eller bara Docs. Efter krigsslutet 1945 åkte han på skidsemester i bayerska alperna och skadade vristen. Han tyckte att hans armékängor hindrade läkningen och bestämde sig för att förbättra designen på dem. Tillsammans med en gammal studiekamrat, läkaren Herbert Funck, startade han en fabrik där de tog vara på uttjänt gummi från Luftwaffe och gjorde om det till sulor, epåletter från officersjackor blev inlägg, ovandelen på skorna kom från omsydda officersbyxor av läder. 
80% av de första 10 årens försäljning gick till kvinnor över 40. I samband med att skorna lanserades i England 1960 ändrade man stavningen från Dr. Maertens till Dr. Martens. I England blev skorna en symbol för arbetarklassen. 
Dr. Martens är också populära inom punken och bland skinheads eftersom de symboliserar närhet till arbetarklassen.

## I populärkulturen
- Alexei Sayle och the Radical Posture sjöng sången Dr. Martens' Boots i avsnitt 2 ,Oil, i första säsongen av den brittiska komediserien Hemma värst 1982.